# Triodontella boromensis
Triodontella boromensis är en skalbaggsart som beskrevs av Brancsik 1898. Triodontella boromensis ingår i släktet Triodontella och familjen Melolonthidae. Inga underarter finns listade i Catalogue of Life.